# Distrikt Limabamba
Der Distrikt Limabamba liegt in der Provinz Rodríguez de Mendoza in der Region Amazonas in Nord-Peru. Der Distrikt wurde am 31. Oktober 1932 gegründet. Er besitzt eine Fläche von 617 km². Beim Zensus 2017 wurden 2504 Einwohner gezählt. Im Jahr 1993 lag die Einwohnerzahl bei 1937, im Jahr 2007 bei 2629. Sitz der Distriktverwaltung ist die 1673 m hoch gelegene Ortschaft Limabamba mit 448 Einwohnern (Stand 2017). Limabamba befindet sich 11,5 km südsüdwestlich der Provinzhauptstadt Mendoza.

## Geographische Lage
Der Distrikt Limabamba befindet sich in der peruanischen Zentralkordillere im Südwesten der Provinz Rodríguez de Mendoza. Der Norden wird vom Río Shocol, der Süden von der Quebrada Montealegre entwässert.
Der Distrikt Limabamba grenzt im Westen an die Distrikte Montevideo, Mariscal Castilla (alle drei in der Provinz Chachapoyas), im Norden an den Distrikt Cochamal, im Nordosten an den Distrikt Huambo, im Osten an die Distrikte Totora und Chirimoto sowie im Südosten und im Süden an den Distrikt Huicungo (Provinz Mariscal Cáceres).

## Ortschaften
Neben dem Hauptort gibt es nur eine weitere „größere“ Ortschaften im Distrikt, nämlich Nueva Esperanza (294 Einwohner).